# Street's Disciple
Street's Disciple er titlen på Nas' syvende album fra 2004.

## Spor
Disc 1:
- Intro
- A Message To The Feds, Sincerely, We The People
- Nazareth Savage
- American Way ft. Kelis
- These Are Our Heroes
- Disciple
- Sekou Story ft. Scarlett
- Live Now ft. Scarlett
- Rest Of My Life
- Just A Moment ft. Quan
- Reason
- You Know My Style ft. Emily

Disc 2: 
- Suicide Bounce ft. Busta Rhymes
- Street's Disciple ft. Olu Dara
- U.B.R. (Unauthorized Biography Of Rakim)
- Virgo ft. Ludacris & Doug E. Fresh
- Remember The Times (Intro)
- Remember The Times
- The Makings Of A Perfect Bitch
- Getting Married
- No One Else In The Room ft. Maxwell
- Bridging The Gap ft. Olu Dara
- War ft. Keon Bryce
- Me & You (Dedicated To Destiny)

Produktion : 
- Nas
- Chucky Thompson
- Salaam Remi
- L.E.S.
- Q-Tip
- Buckwild,
- Bernardo "Nardo" Williams
- Nut
- T. Black
- Herb Middleton